# Stephen Bekassy
Stephen Bekassy, in Ungarn István Békássy, gebürtig István Márton Bekási (* 10. Februar 1907 in Birkenkirchen, Österreich-Ungarn; † 30. Oktober 1995 in Budapest) war ein ungarischer Schauspieler mit langjähriger Aktivität beim Hollywood-Film.

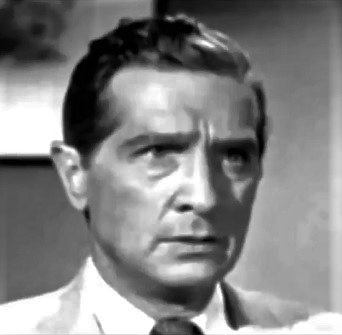
Stephen Bekassy (1960)

## Leben und Wirken
Der im Osten Ungarns geborene Journalistensohn István Márton Bekási absolvierte die Schauspielschule von Szidi Rákosi, ehe er 1925 sein erstes Bühnenengagement in Budapest-Újpest antrat. Es folgten Verpflichtungen an die hauptstädtischen Spielstätten Stadttheater (1927), Vígszínház (1929), Király (1930–31 und 1933–34) sowie in der Zwischenzeit (1931–33) am Budapester Operettentheater. 1935 folgte ein Abstecher zum Kammertheater, ehe er seine Karriere in der ungarischen Heimat 1936/37 am Künstlertheater ausklingen ließ. In diesen Jahren sah man Bekási unter dem leicht veränderten Künstlernamen István Békássy auch in einigen frühen Tonfilmen, so 1934 auch mit einer kleinen Rolle in dem Publikumserfolg Lila akác.
Infolge des ansteigenden Antisemitismus unter dem Reichsverweser Horthy entschloss sich Békássy anschließend zur Auswanderung in die USA. Dort fand er zunächst nur mühsam Anschluss an die dortige Bühnenwelt. Ab 1941 leitete er das kleine Fészek-Theater in New York. Erst mit der kurz vor Kriegsende abgedrehten Musikerbiografie Polonaise seines Landsmanns Charles Vidor, in der der Ungar, der sich in den USA zu Stephen Bekassy anglisierte, Franz Liszt verkörperte, konnte er auch in Hollywood Fuß fassen. In den kommenden zwei Jahrzehnten wurde Bekassy zumeist als „europäischer Exot“ und adeliger Ausländer vom Dienst besetzt, mehrfach auch als schurkischer oder militärischer teutonischer Charakter. Im Laufe seiner US-Karriere wurden seine Rollen immer kleiner, und zuletzt (bis 1964) erhielt Bekassy fast nur noch Rollenangebote vom Serienfernsehen.
Seit 1969 in vierter Ehe mit einer Tochter von Oskar Beregi verheiratet, kehrte Stephen Bekassy 1982 in die alte Heimat zurück und ließ sich dort nieder. Er wurde gemeinsam mit seinem Schwiegervater Beregi in ein und derselben Grabstätte beigesetzt.

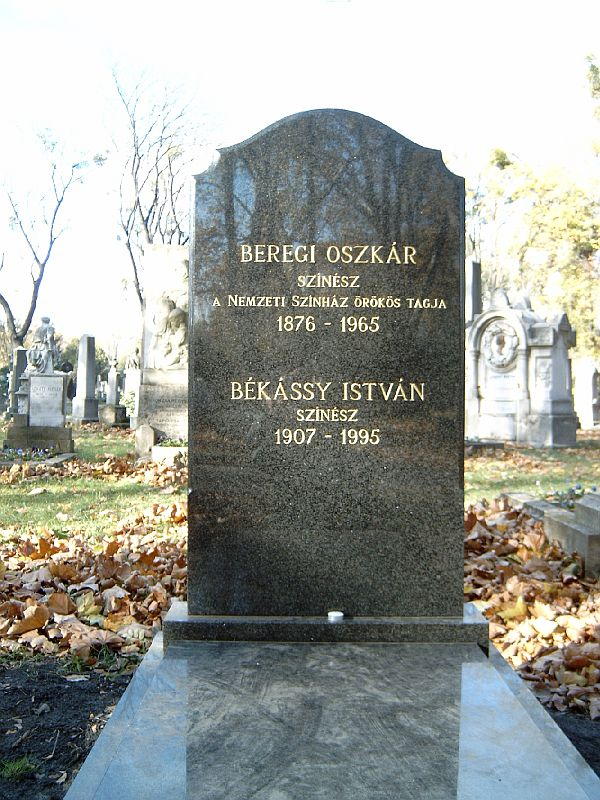
Gemeinsame Grabstätte mit Schwiegervater Oskar Beregi

## Filmografie
- 1930: Kacagó asszony
- 1934: Lila akác
- 1935: A csúnya lány
- 1936: Barátságos arcot kérek!
- 1937: Pesti mese
- 1944: Polonaise (A Song to Remember)
- 1948: Triumphbogen (Arch of Triumph)
- 1948: Graf Cagliostro (Black Magic)
- 1951: Frauenraub in Marokko (Ten Tall Men)
- 1952: Faustrecht in Minnesota (Woman of the North Country)
- 1952: Sein Freund, der Lederstrumpf (The Pathfinder)
- 1953: Der Rebell von Java (Fair Wind to Java)
- 1954: Inferno (Hell and High Water)
- 1954: Prisoner of War
- 1954: Der Favorit (The Racers)
- 1955: Unterbrochene Melodie (Interrupted Melody)
- 1955: Die purpurrote Maske (The Purple Mask)
- 1956: Serenade (Serenade)
- 1957: Calypso Joe
- 1957: Die jungen Löwen (The Young Lions)
- 1958: The Light in the Forest
- 1959: Alfred Hitchcock Presents (Folge „The Diamond Necklace“)
- 1960: Beyond the Time Barrier
- 1960: Pepe – Was kann die Welt schon kosten (Pepe)
- 1961: Dinosaurier bevorzugt (Bachelor Flat)
- 1961: Die vier apokalyptischen Reiter (Four Horsemen of the Apocalypse)
- 1964: Gauner gegen Gauner (The Rogues, Fernsehserie, eine Folge)